# Gačice
Gačice is een plaats in de gemeente Ivanec in de Kroatische provincie Varaždin. De plaats telt 387 inwoners (2001).